# ブルームカップ
ブルームカップは、岐阜県地方競馬組合が笠松競馬場ダート1800mで施行する地方競馬の準重賞競走である。
正式名称は「eプリントサービス賞 ブルームカップ」。

## 概要
2022年にサラブレッド系3歳限定のオープン特別として開催された。
2023年2月24日に発表された2023年度の笠松競馬の重賞競走日程において、本競走は準重賞（P）に格付けされることになった。なお、準重賞であるが回次は表記される。
本競走は岐阜金賞（SPI）のトライアル競走に指定され、1・2着馬には岐阜金賞への優先出走権を獲得する（2023年は1着馬のみ）。また東海地区交流競走にも指定されている。
なお、2025年は笠松競馬場の走路改修工事に伴い開催休止となった。

## 歴代優勝馬

### 特別競走時代
| 施行日        | 優勝馬             | 性齢 | 所属 | タイム | 優勝騎手 | 管理調教師 | 馬主   |
| ------------- | ------------------ | ---- | ---- | ------ | -------- | ---------- | ------ |
| 2022年7月28日 | アイファーエポック | 牡3  | 笠松 | 2:00.7 | 岡部誠   | 加藤幸保   | 中島稔 |

### 準重賞時代
| 回次  | 施行日        | 優勝馬             | 性齢 | 所属 | タイム | 優勝騎手 | 管理調教師 | 馬主                     |
| ----- | ------------- | ------------------ | ---- | ---- | ------ | -------- | ---------- | ------------------------ |
| 第1回 | 2023年7月20日 | ペップセ           | 牝3  | 愛知 | 1:59.5 | 浅野皓大 | 今津勝之   | （同）JPN技研            |
| 第2回 | 2024年7月18日 | キャッシュブリッツ | 牡3  | 笠松 | 1:57.9 | 渡邊竜也 | 笹野博司   | (有)コスモヴューファーム |

### 各回競走結果の出典
- JBISサーチ
  - 2022年、2023年、2024年